# Římskokatolická farnost Záboří
Římskokatolická farnost Záboří (lat. Zaborzium) je církevní správní jednotka sdružující římské katolíky na území vesnice Záboří a v jejím okolí. Organizačně spadá do mladoboleslavského vikariátu, který je jedním z 10 vikariátů litoměřické diecéze. 

## Historie farnosti
Matriky jsou vedeny v místě od roku 1784. Od roku 1786 zde byla lokálie. Farnost byla kanonicky zřízena od roku 1862.

### Duchovní správcové vedoucí farnost
Začátek působnosti jmenovaného v duchovní správě farnosti od:
- 1365   Wenceslaus, † 1371
- 1371   Gallus, † 1396
- 1396   Wenceslaus
- 1787   Georgius Nechiba
- 1788   Aug. Czapek
- 1788   cap. loc. Jac. Stransky, n. 7. 7. 1747 Rožmitál, o. 1771, † 30. 11. 1820
- 1790   cap. loc. Thomas Kroillo, n. 16. 11. 1755 Přebojens., o. 12. 9. 1781, † 18. 9. 1831
- 1808   cap. loc. vacat
- 1808   cap. loc. Franc. Barzal, † 25. 2. 1814
- 1814   cap. loc. Thoma Haweletz, † 29. 1. 1820
- 1820   cap. loc. Jos. Blahna, n. 14. 2. 1776 Písek, o. 15. 9. 1805
- 1829   cap. loc. vacat
- 1829   cap. loc. Jos. Babor, n. 16. 8. 1799 Cžernikov, o. 24. 8. 1825
- 1833   cap. loc. Jos. Schulz, n. 13. 7. 1801 Voděrady, o. 23. 8. 1825
- 1835   cap. loc. Joann. Worsch, n. 16. 3. 1804 Alberic., o. 23. 1. 1829
- 1848   cap. loc. Jos. Wolf, n. 30. 11. 1807 Mělník, o. 5. 8. 1831, † 5. 2. 1856
- 1851   cap. loc. Joann. Krauschner, n. 15. 10. 1814 Neudorf., o. 3. 8. 1840
- 1852   cap. loc. Joann. Schaurek, n. 29. 5. 1820 Zasadens., o. 25. 7. 1844, † 26. 2. 1886
- 1854   cap. loc. Anton. Maucha, n. 18. 12. 1816 Nimburg, 29. 7. 1841, † 12. 1. 1901
- 1856   cap. loc. Petr Strnad, n. 2. 5. 1822 Boskov, o. 25. 7. 1846
- 1862   proto-par. (1. farář) Petr Strnad, n. 2. 5. 1822 Boskov, o. 25. 7. 1846, † 25. 11. 1889
- 1872   par. vacat, admin. interc. Anton. Šulc
- 1872   Franc. Xav. Beránek, n. 7. 12. 1829 Koryt, o. 25. 7. 1852
- 1881   par. vacat, admin. interc. Franc. Šimůnek
- 1881   Joann. Šnejdárek, n. 19. 5. 1845 Libáň, o. 19. 7. 1873, † 5. 4. 1884
- 1884   Joann. Staněk, n. 17. 6. 1845 Skála, o. 16. 7. 1874, † 28. 7. 1914
- 1886    Franc. Šimůnek, n. 30. 5. 1851 Studenec., o. 18. 6. 1875, † 27. 10. 1916
- 1896   Anton. Tomáš, n. 11. 9. 1860 Studenec, o. 16. 5. 1886, † 11. 6. 1935
- 1914   par. vacat, admin. interc. Anton. Vedra
- 1915   Paul. Mudroch, n. 10. 10. 1868 Bratronice, o. 30. 9. 1894
- 1918   Jos. Lidinský, n. 9. 12. 1882 Chrastiny, o. 14. 7. 1907
- 1936   par. vacat, admin. interc. Ambr. Smékal OFM Cap
- 1. 5.  1939    František Jiráček, n. 24. 11. 1884 Branná, o. 1. 1. 1908, † 20. 4. 1955
- 12. 8. 1953   František Hajer
- 1. 7.  1954    Adolf Štegner
- 1. 5.  1955    Vojtěch Metelka
- 1. 7.  1959    Václav Sikyta
- 1. 7.  1990    Václav Tschulik SDB
- 1. 9.  1991    Oldřich Macík SDB
- 1. 11. 1992   Jaroslav Vyterna
- 1. 9.  2002   Jan Jucha MS, admin. exc. z Mělníka
- 1. 8. 2009    Jacek Zyzak MS, admin. exc. z Mělníka, † 10. 12. 2022 Polsko[3]
- 19. 12. 2022 Miroslaw Mateńko MS, admin. exc. z Mělníka[4]

Kromě kněží stojících v čele farnosti, působili ve farnosti v průběhu její historie i jiní kněží. Většinou pracovali jako farní vikáři, kaplani, katecheté, výpomocní duchovní aj.

## Území farnosti
Do farnosti náleží území obce:
- Červená Píska – část obce Tuhaň
- Kly (Kell)[p 2]
- Mikov – zaniklá obec
- Tuhaň (Tuhein)[p 2]
- Tuhaňské Větrušice
- Záboří (Saborsch)[p 2]

## Římskokatolické sakrální stavby a místa kultu na území farnosti
| | Fotografie | Stavba                      | Místo  | Bohoslužby                      | Zeměpisné souřadnice             | Status       | Číslo kulturní památky                       |
| Kostel | Kostel     | Kostel                      | Kostel | Kostel                          | Kostel                           | Kostel       | Kostel                                       |
| --- | ---------- | --------------------------- | ------ | ------------------------------- | -------------------------------- | ------------ | -------------------------------------------- |
| 1. |            | Kostel Narození Panny Marie | Záboří | bližší informace o bohoslužbách | 50°18′35″ s. š., 14°31′34″ v. d. | farní kostel | 35111/2-1322 (Pk•MIS•Sez•Obr•WD) (Q24045382) |
| Kaple |            |                             |        |                                 |                                  |              |                                              |
| 2. |            | Kaple sv. Václava           | Kly    | bližší informace o bohoslužbách | 50°18′32″ s. š., 14°30′13″ v. d. | obecní kaple | —                                            |
| 3. |            | Kaple sv. Anny              | Tuhaň  | bližší informace o bohoslužbách | 50°17′42″ s. š., 14°30′56″ v. d. | obecní kaple | —                                            |
| Některé drobné sakrální stavby a pamětihodnosti lze dohledat zde v databázi Drobné sakrální památky Zaniklé sakrální stavby lze dohledat zde v databázi Poškozené a zničené kostely, kaple a synagogy v České republice |            |                             |        |                                 |                                  |              |                                              |

## Příslušnost k farnímu obvodu
Z důvodu efektivity duchovní správy byl vytvořen farní obvod (kolatura) farnosti-proboštství Mělník, jehož součástí je i farnost Záboří, která je tak spravována excurrendo.

## Galerie

Římskokatolická farnost Záboří
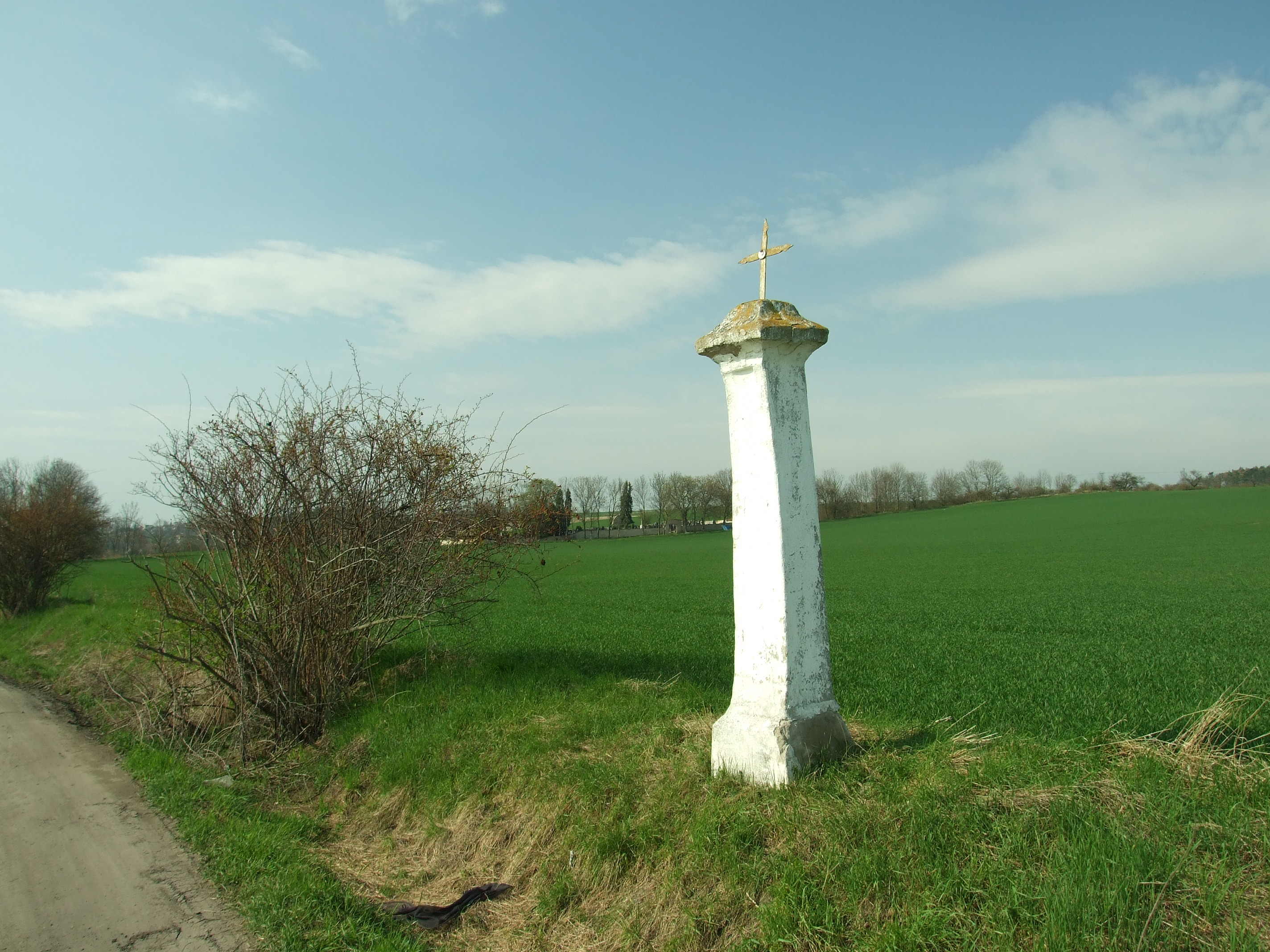
Křížek u cesty odVšetat do vsi Záboří
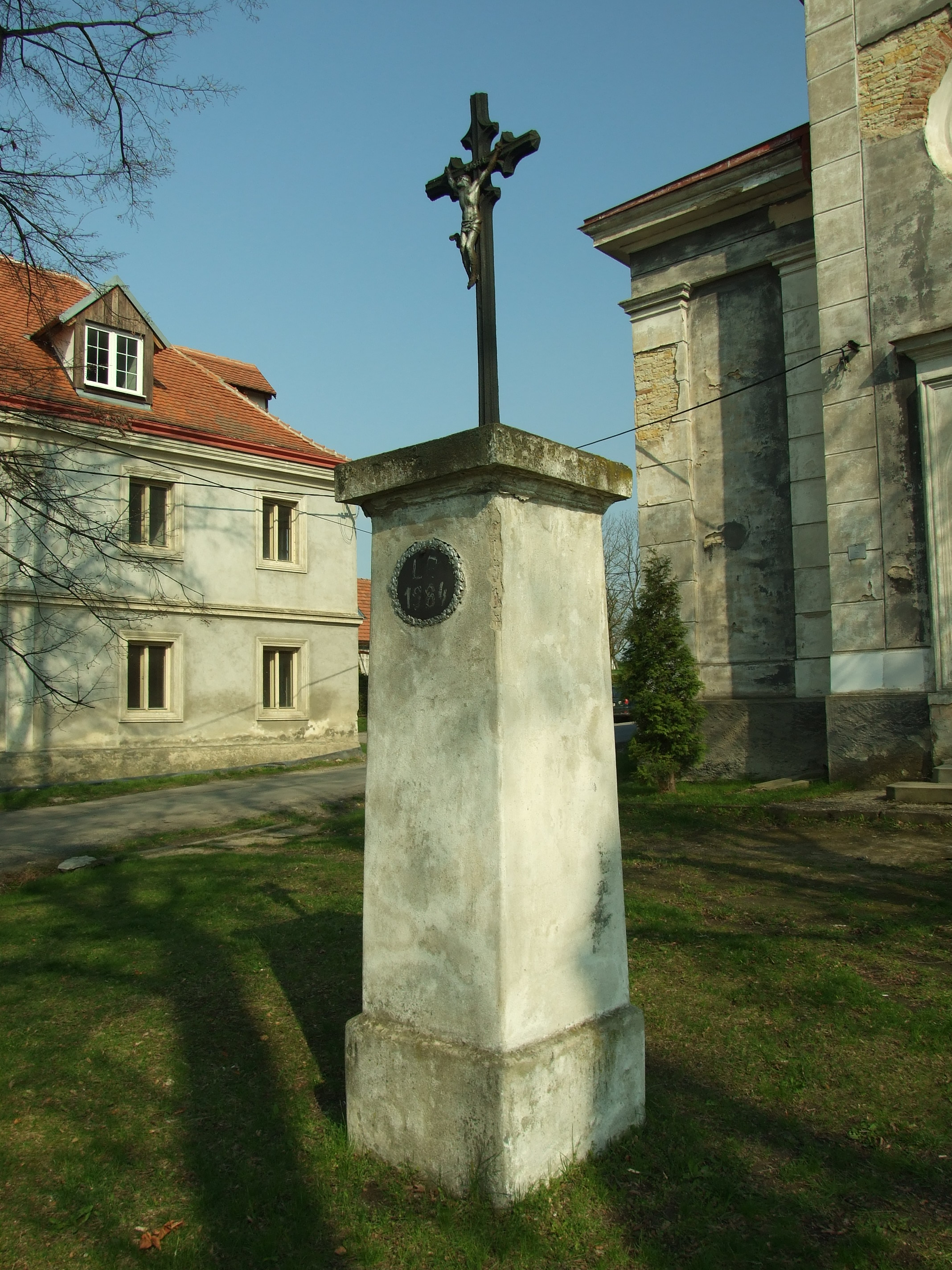
Kříž v Záboří
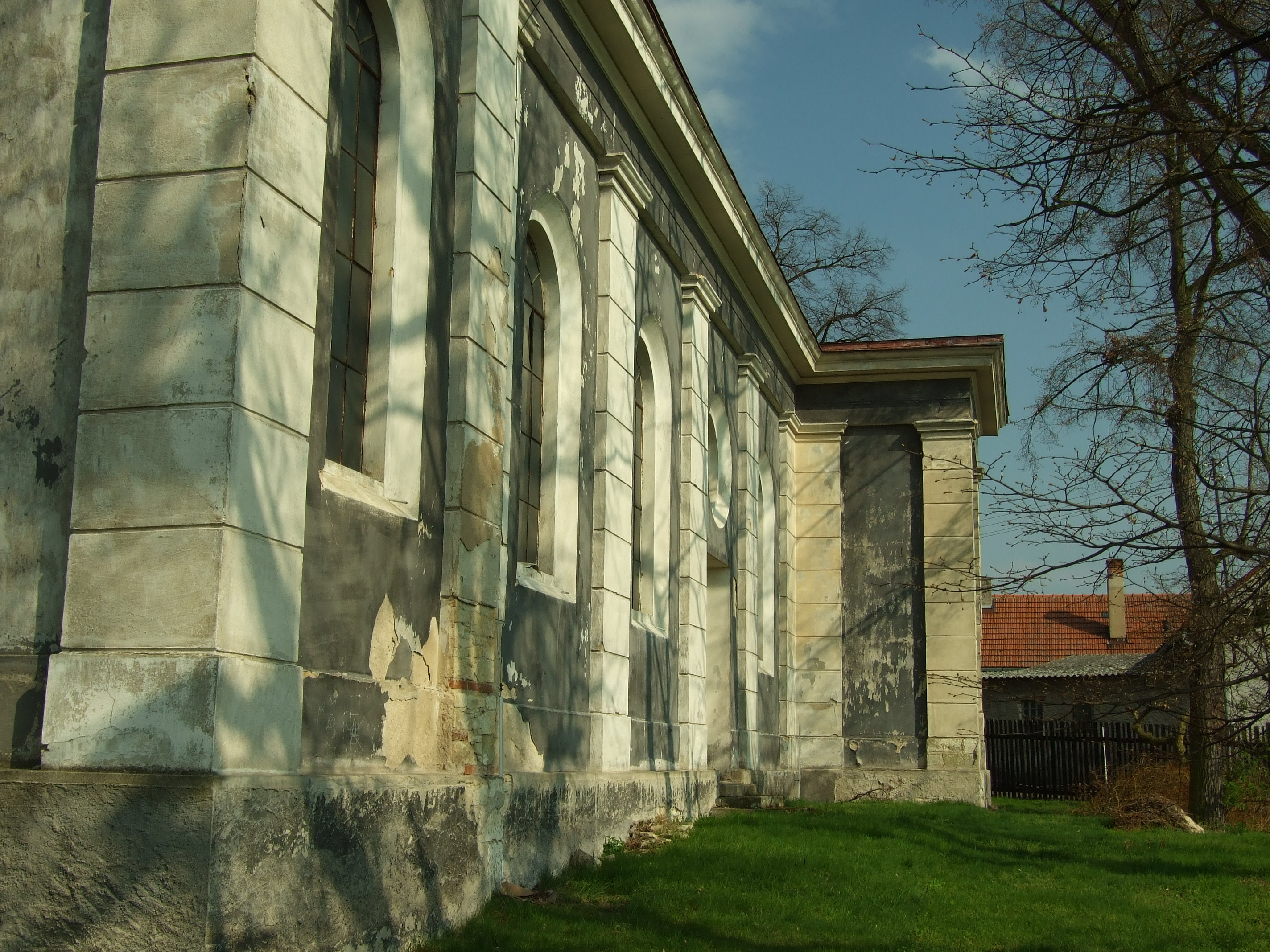
Stěna kostela Narození Panny Marie v Záboří
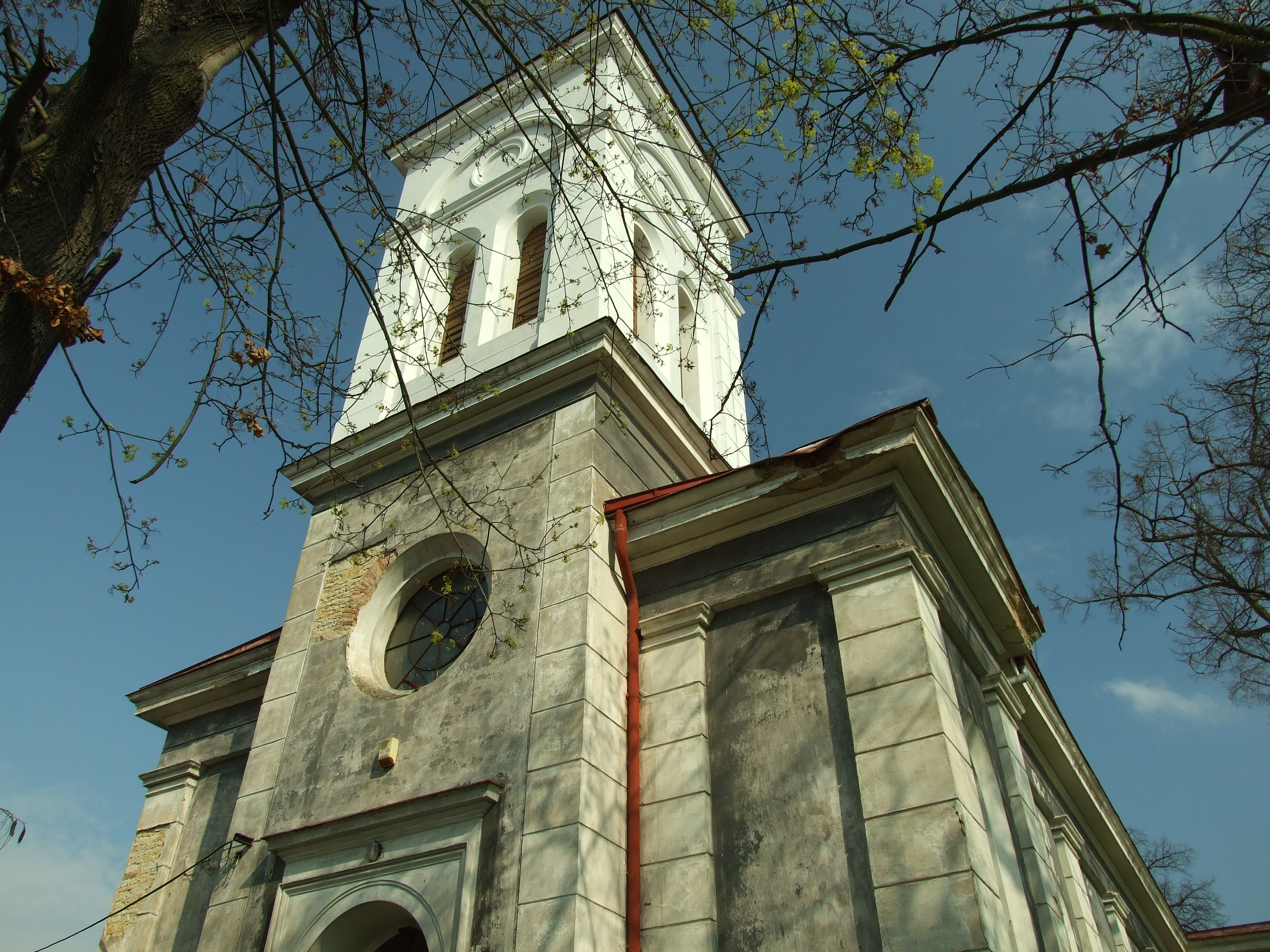
Věž kostela Narození Panny Marie v Záboří
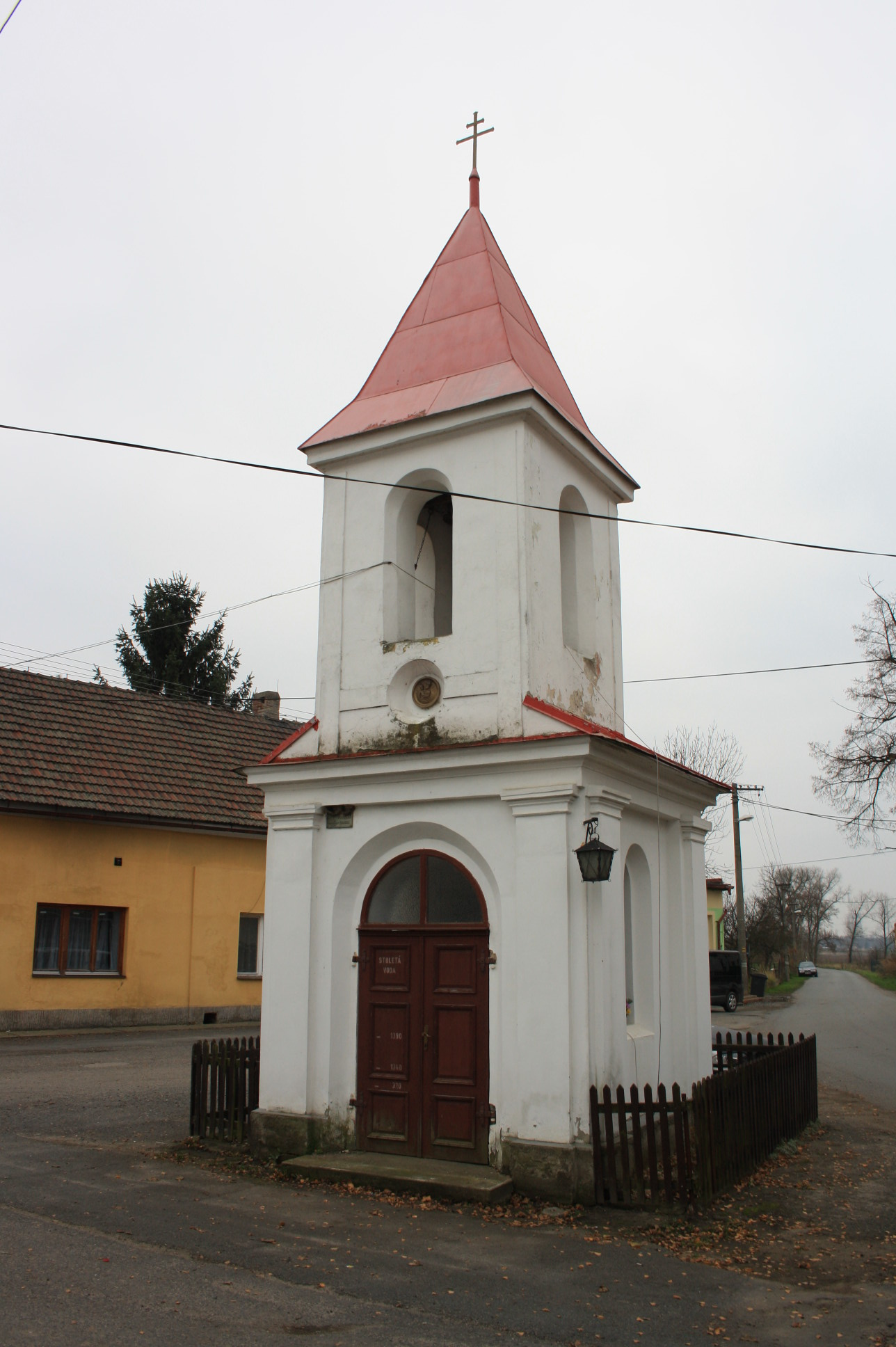
Kaple sv. Václava v Klech
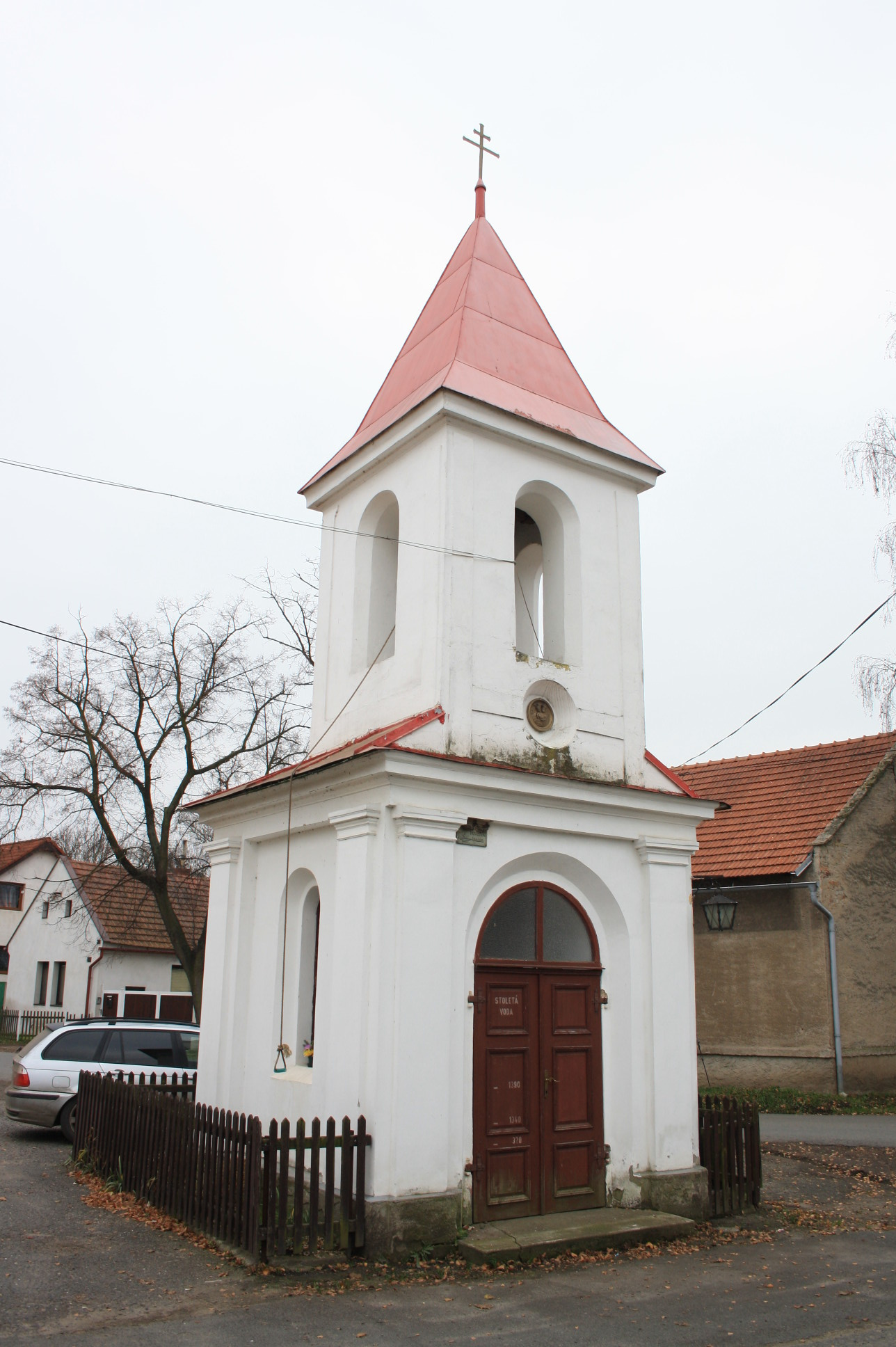
Kaple sv. Václava v Klech
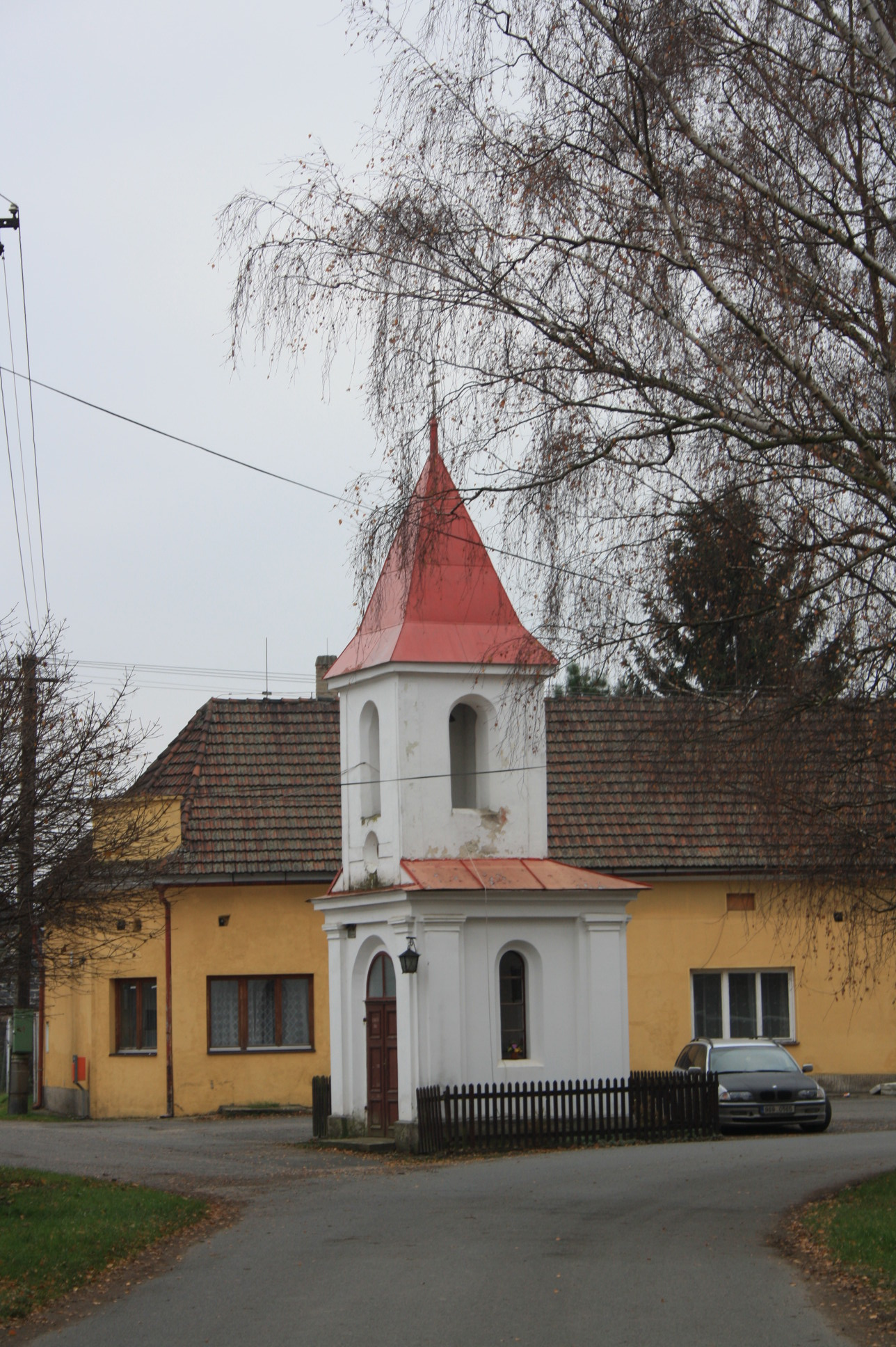
Kaple sv. Václava v Klech (z boku)
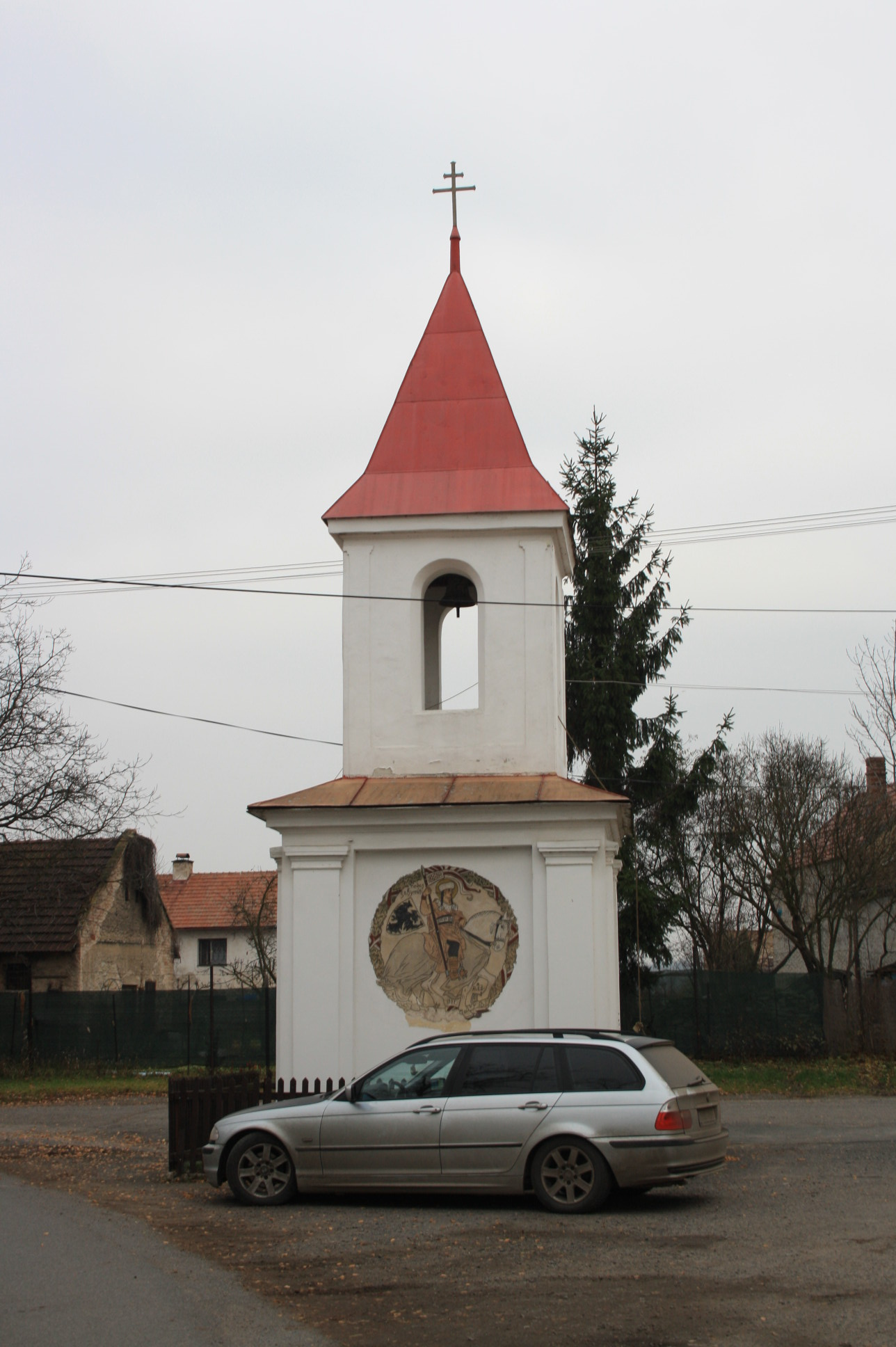
Závěr kaple sv. Václava v Klech
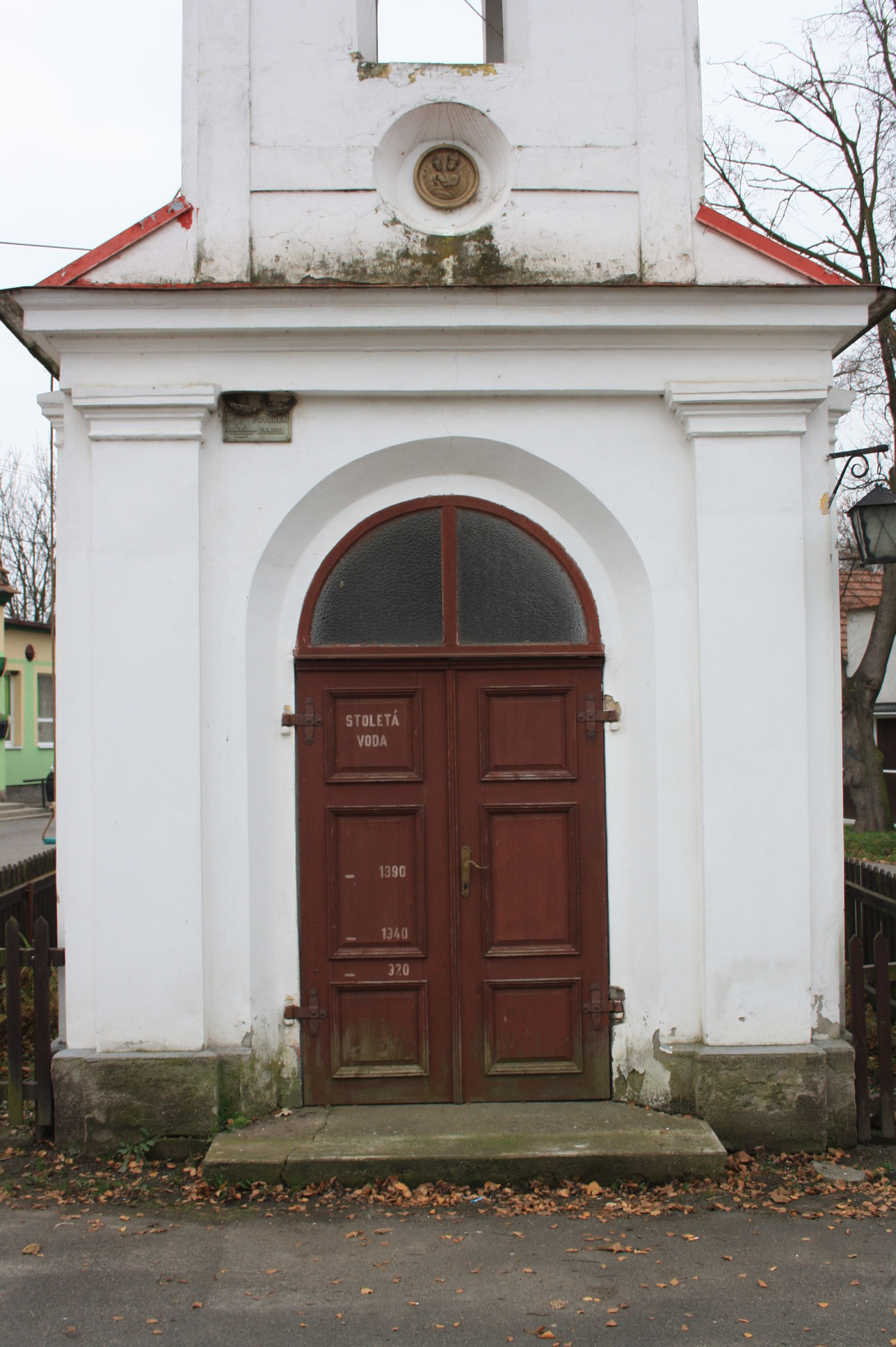
Vchod do kaple sv. Václava v Klech
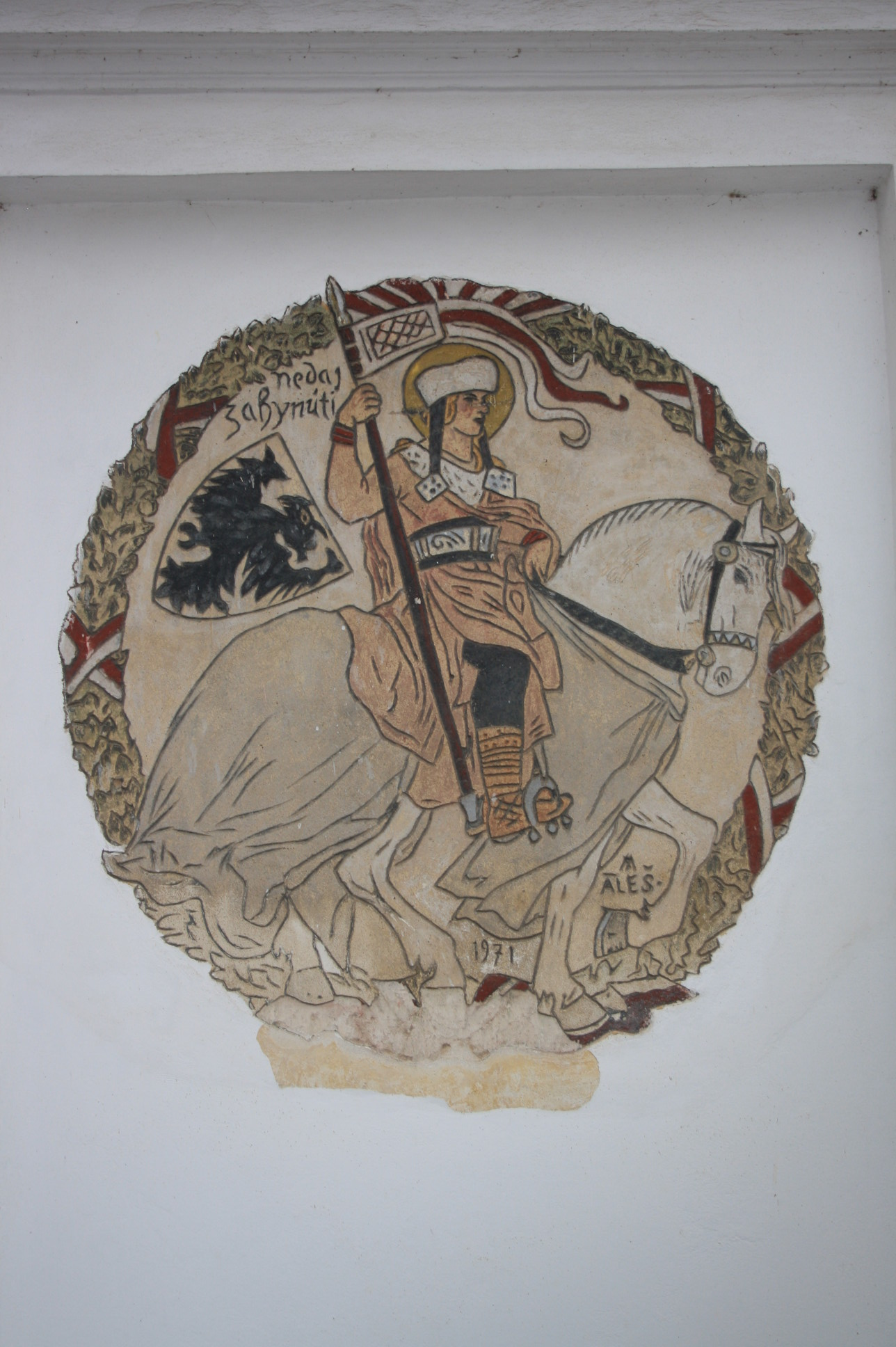
Detail sv. Václava na kapli v Klech
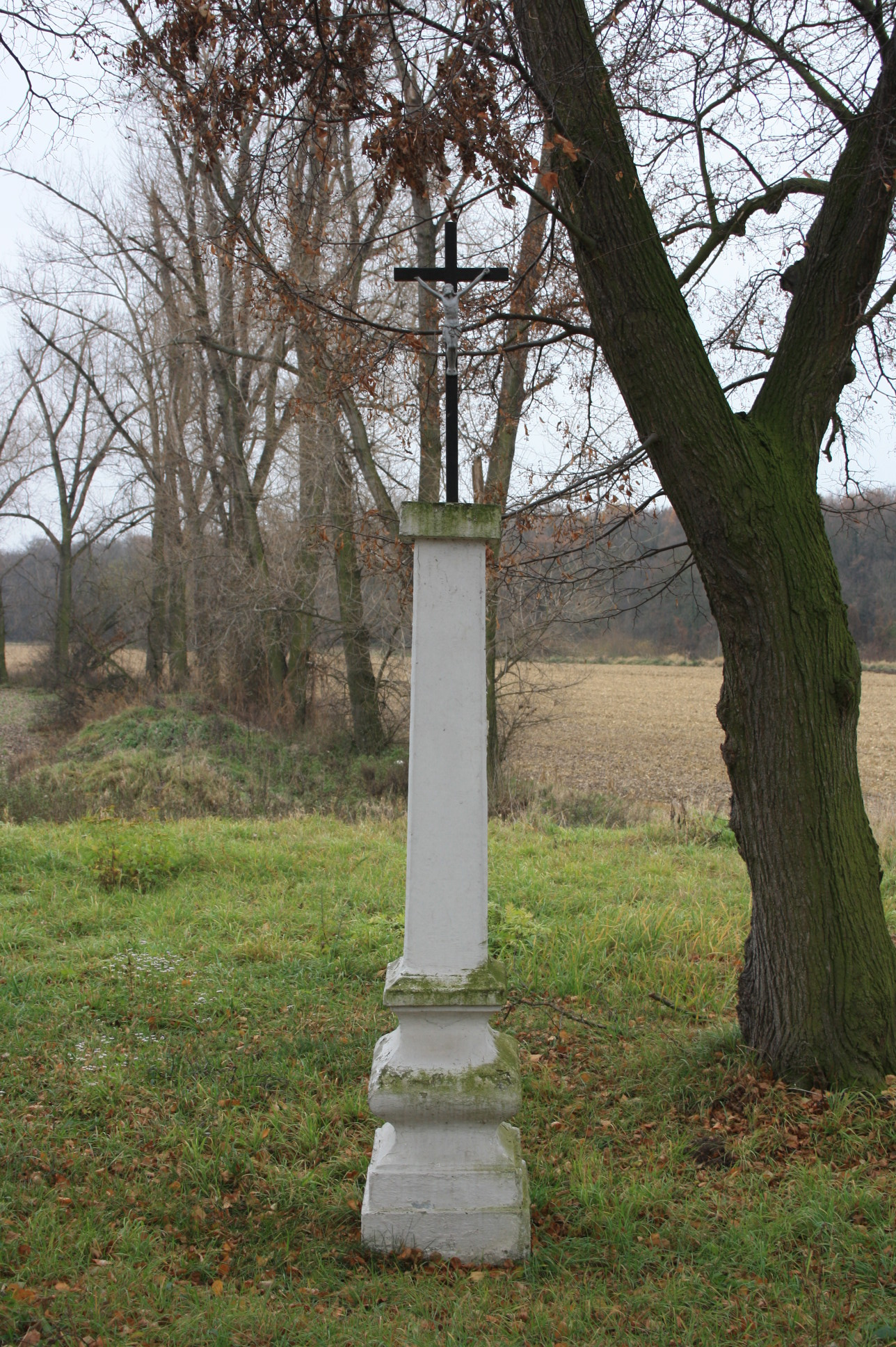
Kříž v Klech
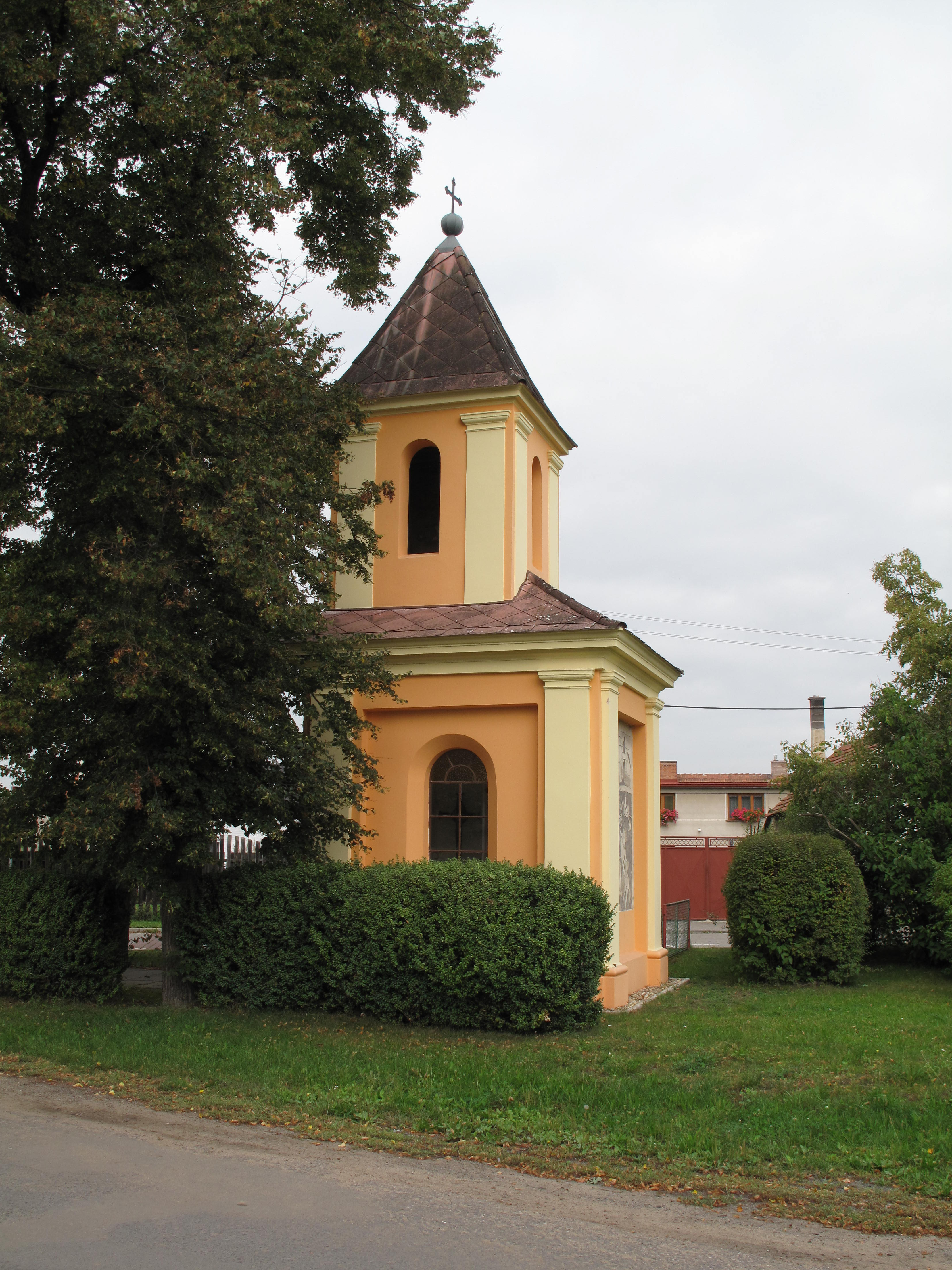
Kaple sv. Anny v obci Tuhaň
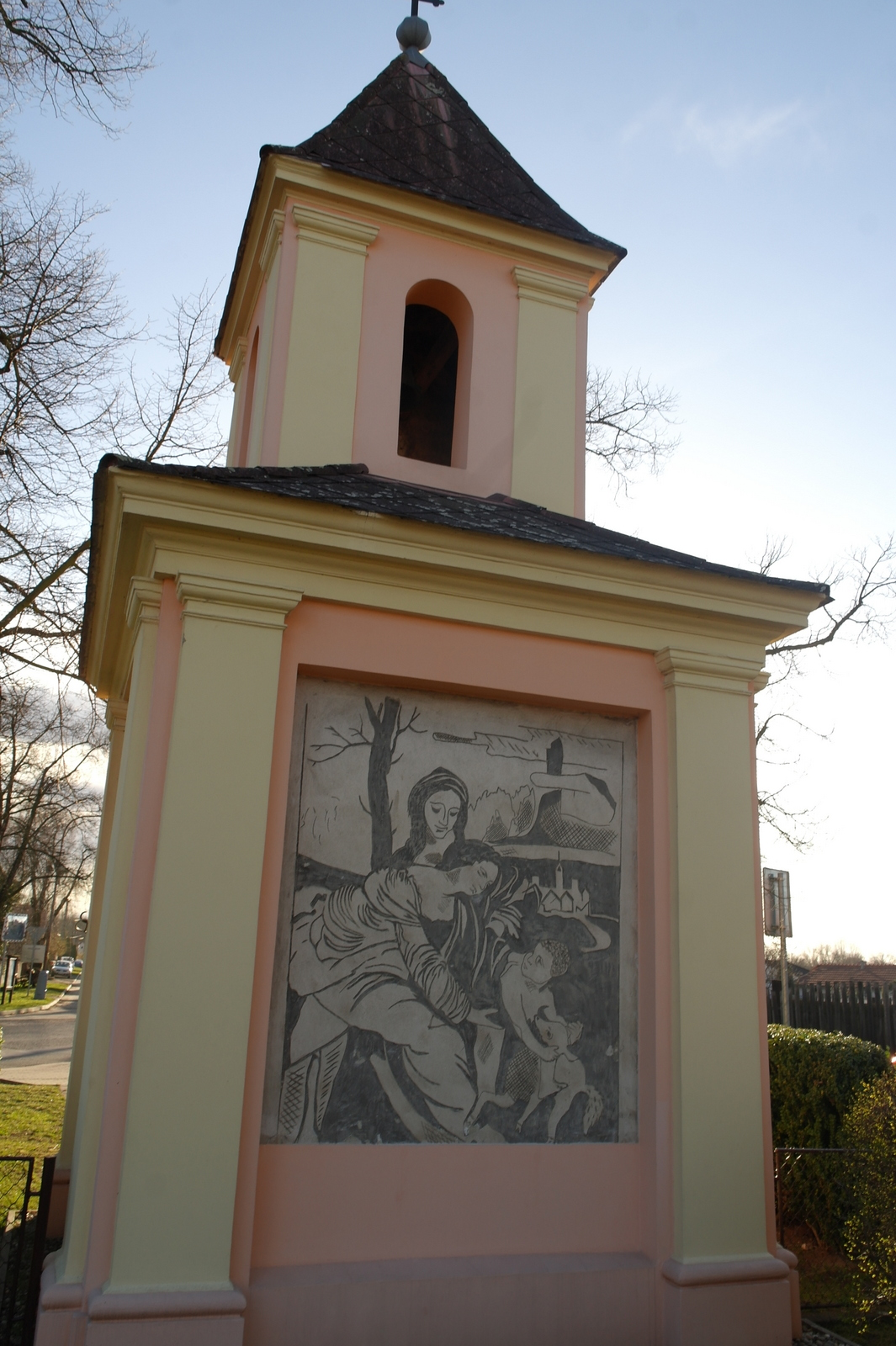
Kaple sv. Anny v obci Tuhaň